# U 26 (U-Boot, 1975)
Das Unterseeboot U 26 der Bundesmarine mit der NATO-Bezeichnung S175 gehörte der U-Boot-Klasse 206 an. Es wurde von den Rheinstahl-Nordseewerken in Emden gebaut und am 13. März 1975 im Kieler Tirpitzhafen in Dienst gestellt.

## Geschichte

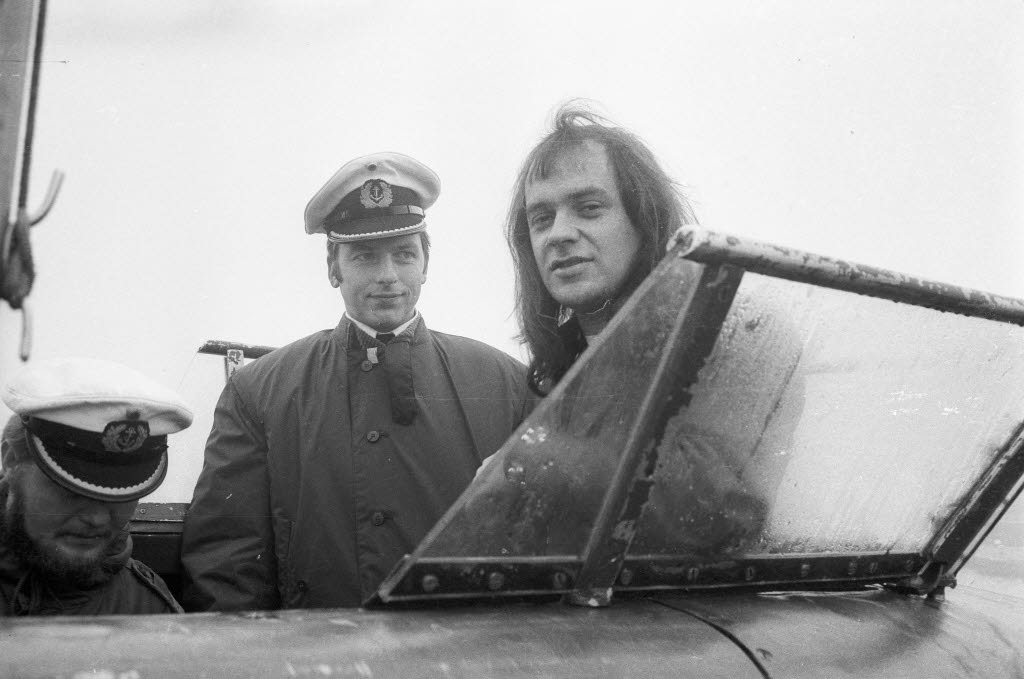
Udo Lindenberg bei einer Mitfahrt auf U 26. Neben ihm der erste Kommandant, Kapitänleutnant Manseck (1975)

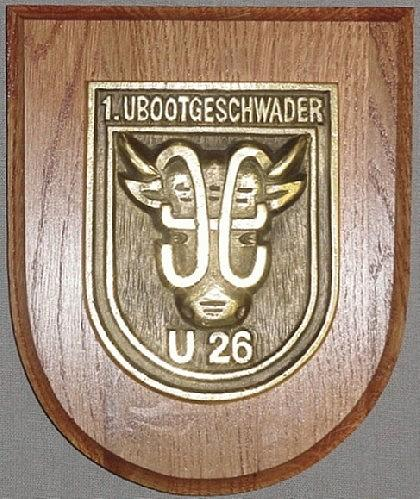
Das Wappen des Bootes stellt einen Urkopf mit Joch dar

Offizielle Patenstadt des Unterseebootes „U 26“ ist Neustadt an der Weinstraße. Die „Vereinigung Feucht-Fröhliche-Neustadter“ (FFN) übernahm im Rahmen dieser Patenschaft die persönliche Betreuung der U-Bootbesatzung und die Kontaktpflege. So erhielt im Oktober 1985 der FFN den 3. Preis der Stadt Neustadt für einen Festwagen im Festumzug des deutschen Weinlesefests, der von der Mannschaft des U 26 bemannt war.
Das Boot erlitt am 21. Januar 1983 Schäden durch eine Kollision mit dem DDR-Passagierschiff Völkerfreundschaft im Fehmarn-Belt. Bei Überwasserfahrt in rauer See ordnete der Kommandant an, das Boot vom Sehrohr aus und ohne Radargebrauch zu fahren – eine seinerzeit im Kalten Krieg in der Nähe von Marinefahrzeugen des Warschauer Paktes übliche Vorgehensweise. Ein Schöffengericht in Kiel beurteilte das später so, dass dieser Unfall mit Radar zu vermeiden gewesen wäre.
Im Juni 1986 wechselte die Unterstellung von U 26 zum 3. U-Boot-Geschwader in Eckernförde. Der Umbau zur U-Boot-Klasse 206 A begann am 2. Juni 1990.
Am 18. März 1995 erhielt die Mannschaft als Leistungspreis der U-Boot-Flottille den silbernen „Coffee Pot“, eine Silberkanne aus dem Jahre 1894. Mit dem Preis wird jährlich eine U-Boot-Mannschaft für besonders erfolgreiche Arbeit ausgezeichnet. Die Besatzung von U 26, die unter anderem an einem NATO-Manöver im Mittelmeer teilgenommen hatte, legte in 2.754 Betriebsstunden insgesamt 14.328 Seemeilen zurück.
Von April bis August 1997 fuhr U 26 unter dem Kommando von Korvettenkapitän Achmed Zaouer – gemeinsam mit U 17 (Kapitänleutnant Wolfgang Müller-Seedorf) – als erstes deutsches Nachkriegs-U-Boot über den Atlantik, um in der Karibik und an der Ostküste der USA ein umfangreiches militärisches Übungsprogramm zu absolvieren. Damit operierten erstmals nach dem Zweiten Weltkrieg („Unternehmen Paukenschlag“) und gar 81 Jahre nach dem letzten Besuch eines unter deutscher Flagge fahrenden U-Bootes in den USA (Handelsunterseeboot Deutschland) wieder deutsche U-Boote im Westatlantik. Die Operation fand im Rahmen von SUBEX 97 statt und beinhaltete die Teilnahme an verschiedenen internationalen Marinemanövern sowie Hafenaufenthalte in Ponta Delgada (Azoren/Portugal), Roosevelt Roads und San Juan (beide Puerto Rico) sowie Washington, Groton und New York City (alle USA). Höhepunkte dieses Unternehmens waren für beide Besatzungen die gemeinsamen Übungen mit den beiden nukleargetriebenen Jagd-U-Booten der Los-Angeles-Klasse, Augusta und Memphis, sowie der Besuch in New York während des Independence Day.
Im Jahr 2000 wurde das 25-jährige Jubiläum der Indienststellung von U 26 gefeiert. Zu dieser Gelegenheit veröffentlichte Christian Heumüller, seinerzeit Oberbootsmann und Sonarmeister I, das illustrierte Buch „Unterseeboot ‚U 26‘ – Das Buch zum Boot“.
Am 9. November 2005 wurde U 26 außer Dienst gestellt. Am 14. Mai 2008 wurde es bei der VEBEG versteigert, um im Laufe des Jahres 2010 bei der Scheepssloperij Nederland B.V. in ’s-Gravendeel verschrottet zu werden.

## Kommandanten
Die Kommandanten des Unterseebootes U 26 waren:
| Dienstgrad       | Name                 | von                | bis                |
| ---------------- | -------------------- | ------------------ | ------------------ |
| Kapitänleutnant  | Hartmut Manseck      | 1. Oktober 1974    | 30. März 1978      |
| Korvettenkapitän | Klaus Lüssow         | 1. April 1978      | 7. September 1979  |
| Kapitänleutnant  | Wolfgang Schuchardt  | 27. September 1979 | 29. Oktober 1981   |
| Kapitänleutnant  | Dirk Uhde            | 19. November 1981  | 18. Februar 1983   |
| Kapitänleutnant  | Wolfgang Jeschke     | 18. Februar 1983   | 24. August 1984    |
| Korvettenkapitän | Lutz W. Bieber       | 24. September 1984 | 12. Juni 1986      |
| Kapitänleutnant  | Bernd-E. Wegner      | 12. Juni 1986      | 27. September 1987 |
| Korvettenkapitän | Klaus Röder          | 27. September 1987 | 29. September 1989 |
| Kapitänleutnant  | Michael Gemein       | 29. September 1989 | 14. September 1990 |
| Kapitänleutnant  | Jürgen Gaupp         | 14. September 1990 | 30. September 1992 |
| Kapitänleutnant  | Ingo Buth            | 30. September 1992 | 30. September 1994 |
| Kapitänleutnant  | Volker Brasen        | 30. September 1994 | 30. September 1996 |
| Korvettenkapitän | Achmed Zaouer        | 30. September 1996 | 30. September 1999 |
| Kapitänleutnant  | Alexander Rosenzweig | 30. September 1999 | 30. September 2000 |
| Korvettenkapitän | Peter Schröter       | 30. September 2000 | 30. September 2003 |
| Kapitänleutnant  | Arne Herrler         | 30. September 2003 | 9. November 2005   |